# Hooji
Hooji é um curta-metragem brasileiro de 2012, dirigido por Marcello Quintella e Boynard.

## Elenco
| Atores          | Papel |
| Carlos Takeshi  | Pai   |
| Miwa Yanagizawa | Mãe   |
| Michele Hayashi | filha |
| Danilo Watanabe | Filho |

## Prêmios
- Melhor Atriz, Miwa Yanagizawa no Mostra de Curta-Metragem Nacional do Festival de Cinema de Triunfo, 2012[3].
- Melhor direção, Marcello Quintella e Boynard no 3º Festival de Cinema Curta Amazônia, 2012[4].
- Melhor Filme Brasileiro no 3º Festival de Cinema Curta Amazônia[4].
- 3º Curta Amazônia – Porto Velho, RO – 2012, junho (melhor filme brasileiro e melhor direção, Marcello Quintella e Boynard).
- 7º Festival Cine MuBE Vitrine Independente – São Paulo, SP – 2012, junho (melhor direção, Marcello Quintella e Boynard, e melhor atriz, Miwa Yanagizawa).
- 4º Festival Art Déco de Cinema – São Paulo, SP – 2012, julho (melhor filme, melhor atriz - Miwa Yanagizawa, melhor fotografia - Tiago Scorza, e melhor direção de arte, Alice Carvalho).
- 5º Festival de Cinema de Triunfo – Triunfo, PE – 2012, agosto (melhor atriz - Miwa Yanagizawa).
- 39ª Jornada Internacional de Cinema da Bahia – Salvador, BA – 2012, setembro/outubro (melhor filme – júri popular).
- XII Festival Internacional de Cine Digital – FENAVID – Santa Cruz de la Sierra, Bolívia – 2012, outubro (melhor curta internacional).
- 3º Cine Festival Inconfidentes – Mariana, MG – 2012, outubro (melhor ficção – júri popular).
- 6º Festival Cinema com Farinha – Patos, PB – 2012, outubro (melhor atriz - Miwa Yanagizawa, melhor fotografia, Tiago Scorza, e melhor trilha sonora - Marcello Quintella e Boynard).
- 1º FECIM – Festival de TV e Cinema Independente de Muqui – Muqui, ES – 2012, novembro (melhor filme – júri técnico).
- 18º Festival de Vídeo de Teresina – Teresina, PI – 2012, novembro (menção honrosa).
- VIII Curta Canoa – Festival Latino-Americano de Curta Metragem de Canoa Quebrada – Aracati, CE – 2012, dezembro (melhor som - Carlos Silveira, Diego Baptista, Carol Kzan).
- Prêmio Maestro Guerra-Peixe de Cultura 2013 – Petrópolis, RJ – 2013, maio (melhor obra audiovisual do ano de 2012).
- 1º Festival Brasil de Cinema Internacional – Rio de Janeiro, RJ – 2013, maio (menção honrosa para a atriz Miwa Yanagizawa).
- 2nd Whitelights International Short Film Festival – Whitehead, Irlanda do Norte – 2013, setembro (melhor drama e melhor filme).
- I Festival de Curtas do Vale do Jacuípe – Riachão do Jacuípe, BA – 2013, setembro (melhor fotografia - Tiago Scorza).
- IV Festival de Cinema de Rio Bonito – Rio Bonito, RJ – 2013, novembro (prêmio especial do júri, melhor curta, melhor diretor - Marcello Quintella e Boynard, melhor atriz - Miwa Yanagizawa, melhor fotografia - Tiago Scorza, melhor som - Carlos Silveira, Diego Baptista e Carol Kzan, e melhor trilha sonora - Marcello Quintella e Boynard).
- I International Film Festival for Spirituality, Religion and Visionary – Jacarta, Indonésia - 2013, novembro (menção honrosa).
- 16° Festival Icaro de Cine Centroamericano – Guatemala, Guatemala – 2013, novembro (melhor curta internacional).
- I Curta Picuí – Picuí, PB – 2014, janeiro (melhor filme, melhor diretor - Marcello Quintella e Boynard, melhor edição - Carol Kzan, e melhor fotografia - Tiago Scorza).
- I Festissauro – Festival de Cinema do Vale dos Dinossauros – Souza, PB – maio, 2014 (melhor filme, melhor diretor - Marcello Quintella e Boynard, melhor roteiro - Marcello Quintella e Boynard, melhor edição - Carol Kzan, melhor atriz - Miwa Yanagizawa, melhor fotografia - Tiago Scorza, melhor trilha sonora - Marcello Quintella e Boynard, melhor som - Carlos Silveira, Diego baptista e Carol Kzan, e melhor direção de arte - Alice carvalho).
- 1º Festival Nacional Curta Pensar Filmes – Pintadas, BA – 2014, novembro (melhor filme de ficção).